# Harry Hinton
Henry Frederick Hinton, conegut com a Harry Hinton   (Birmingham, 31 de juliol de 1909 - Belmore, 9 de maig de 1978), va ser un pilot de motociclisme australià que va competir en el Campionat del Món de Motociclisme des de 1949 fins a 1951.

## Biografia
Nascut a Anglaterra, abans de la Primera Guerra Mundial la seva família es va traslladar a Sydney, Austràlia. Va començar a competir el 1929, fins i tot després de perdre un ull en un accident automobilístic el 1931. Al final de la Segona Guerra Mundial va obrir un concessionari de motocicletes Norton i va continuar competint a Austràlia. En 1949 també va començar a participar en algunes carreres del nounat Campionat del Món de Motociclisme.
Després de resultar greument ferit en un accident en el TT de l'Illa de Man de 1951 va deixar Europa, tot i que va continuar corrent a Austràlia aconseguint-hi nombroses victòries, en particular en el Circuit de Bathurst. Hilnton va morir el 1978 a Belmore, suburbi de Sydney. Dos fills seus, Harry Jr. i Eric, també van ser pilots de motociclisme.